# Linum aroanium
Linum aroanium är en linväxtart som beskrevs av Pierre Edmond Boissier och Orph.. Linum aroanium ingår i släktet linsläktet, och familjen linväxter. Inga underarter finns listade i Catalogue of Life.